# Louis Ferdinand Elle le jeune
Louis Ferdinand Elle le jeune né en 1649 à Paris, mort en 1717 à Rennes est peintre du roi de France, membre de l'académie royale de peinture et de sculpture à partir de 1681.

## Biographie
Louis Elle Ferdinand l'Aîné (1612-1689) et Pierre Elle (1617-1665) sont les fils du peintre Ferdinand Elle (1580-1637). Louis Ferdinand Elle le jeune est le fils de Louis Ferdinand Elle l'Aîné. Les quatre peintres Elle ajoutent à leur patronyme «Ferdinand» pour le distinguer du pronom «elle». Ils font carrière et sont connus sous ce nom. Ils sont spécialisées dans le portrait. Louis Ferdinand Elle le jeune est formé par son père et son oncle dans l'atelier familial installé rue Mazarine à Paris.
Louis Ferdinand Elle le Jeune devient professeur à l'académie royale de peinture et de sculpture, de 1681 à 1685, date de la révocation de l'édit de Nantes. Louis Ferdinand Elle le Jeune fait l’objet d’une surveillance policière jusqu’à sa conversion au catholicisme. Le partage de la succession de son père en 1690, affaiblit financièrement l'atelier familial. En 1695, Louis Ferdinand Elle le Jeune quitte Paris et s'installe à Rennes. En 1706, les parlementaires de Bretagne lui passent une commande pour le décor de la Chambre des  Enquêtes au parlement de Bretagne. Les toiles sont achevées en trois ans. Elles sont peintes quarante ans après la réalisation des boiseries. Le plafond est compartimenté par des formes irrégulières ce qui contraint le peintre pour sa composition. La toile centrale est en forme d'octogone avec quatre bords incurvés, elle figure la justice implorant la religion. Elle est encadrée par quatre médaillons qui sont les attributs de la justice : la balance et le glaive, l’œil de la Justice, le faisceau de licteur et le livre de la loi. Dans les quatre écoinçons de forme complexe, se trouvent quatre figures allégoriques : la Religion ou la Foi chrétienne, l'Abondance ou la Piété, la Vérité ou la Doctrine, et la Loi. Pour la réalisation de ces 4 figures, Louis Ferdinand Elle le jeune s'inspire de l'Iconologia de Cesare Ripa. La femme tenant un crucifix représente la Religion ou la foi chrétienne. Le personnage avec une corne d'abondance symbolise la Piété ou l'Abondance. La figure qui tient un livre ouvert et un sceptre que le soleil vient éclairer fait référence à la Vérité ou à la Doctrine. La femme appuyée sur un faisceau de licteur, porte un plateau sur lequel sont posées deux boules, qui symbolisent la boulè. Il s'agit de la Loi,.   
L'atelier de peintre des Elle prend fin avec la mort de Louis Ferdinand Elle le Jeune en 1717.

## Œuvres

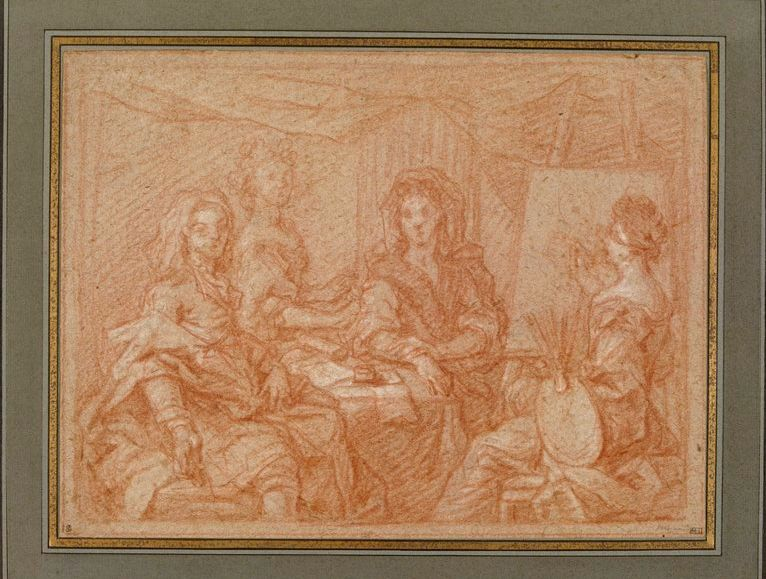
Une femme peintre exécutant un portrait de famille
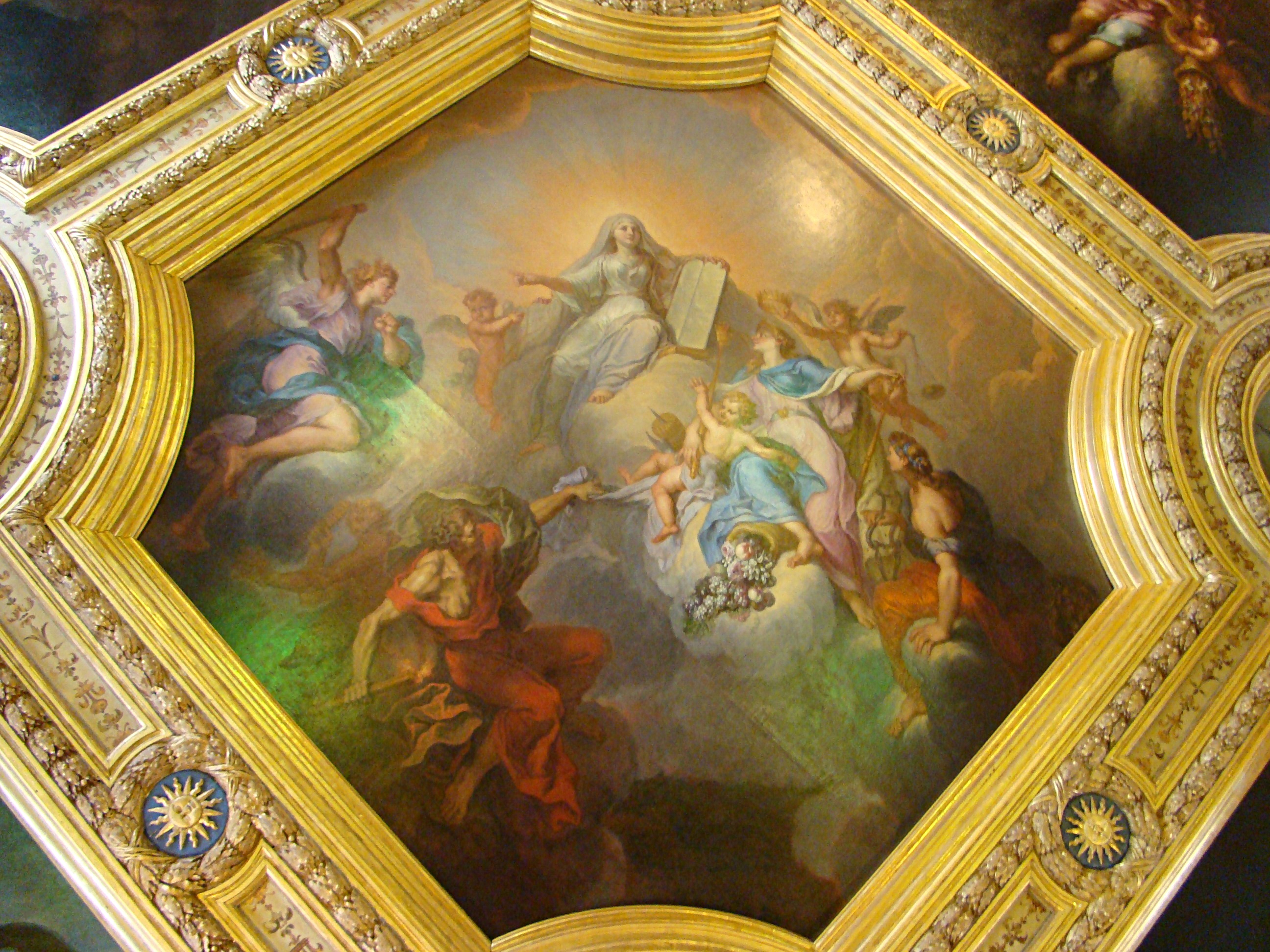
Parlement de Bretagne Triomphe de la Justice
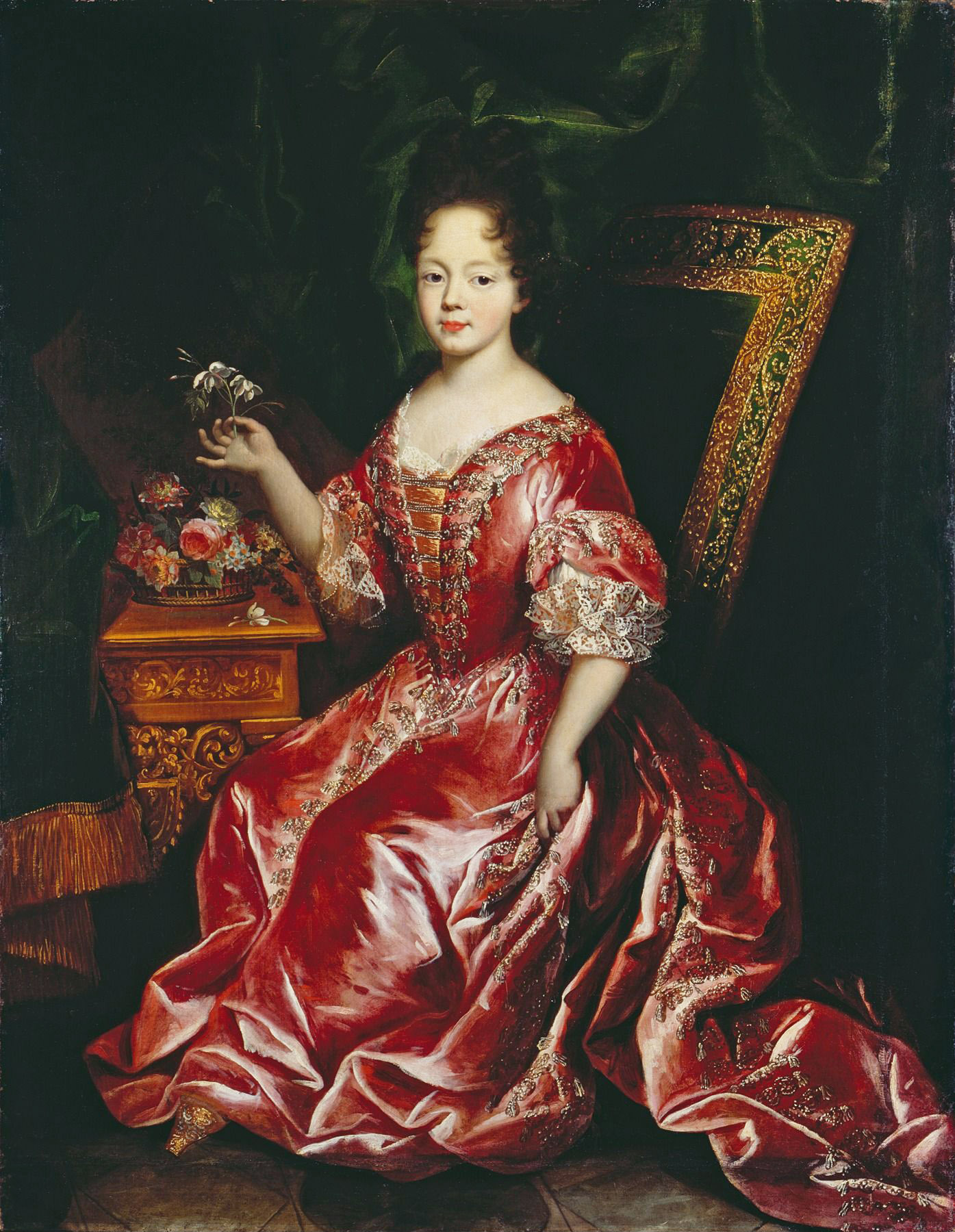
Portrait Élisabeth Charlotte d'Orléans.
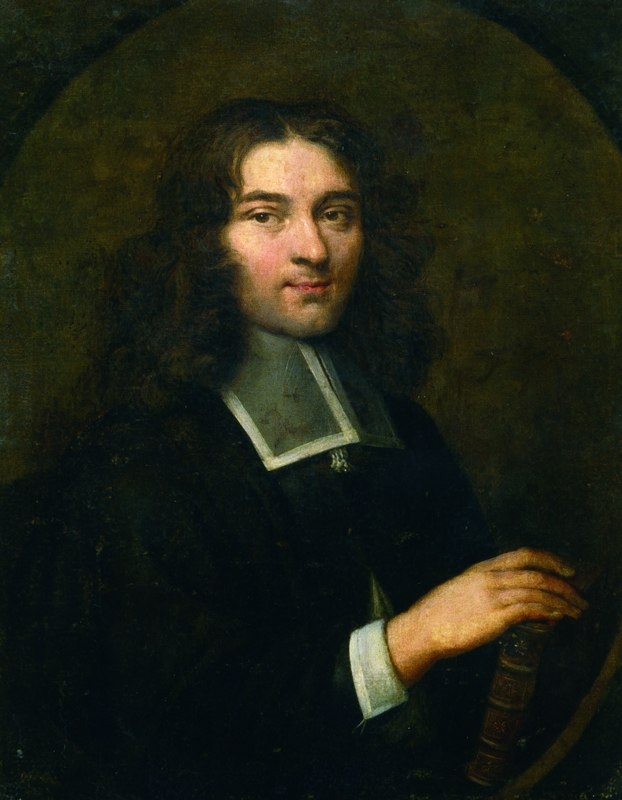
Pierre Bayle